# 意志 (心理學)
在心理學中，意志（英語： 或 ）是個人決定並致力於特定行動方針的認知過程。 它被定義為有目的的奮鬥，是人類的主要心理功能之一。 其他包括影響（感覺或情緒）、動機（目標和期望）和認知（思考）。 意志過程可以有意識地應用，也可以隨著時間的推移自動成為習慣。
大多數現代意志概念都將其視為一個有意識的動作控制過程，該過程變得自動化（例如，參見 Heckhausen 和 Kuhl；Gollwitzer；Boekaerts 和 Corno）。